# NEXT11

NEXT11

NEXT11（ネクストイレブン、英: Next Eleven、略称: N-11）は、アメリカの投資銀行であるゴールドマン・サックスおよびエコノミストのジム・オニールが研究論文において、BRICS諸国に次いで21世紀有数の経済大国に成長する高い潜在性があるとした11か国の総称である。
具体的にはイラン、インドネシア、エジプト、トルコ、ナイジェリア、パキスタン、バングラデシュ、フィリピン、ベトナム、メキシコ、大韓民国が挙げられた。2005年12月12日、同行は投資および将来成長への有望な前途でこれら主権国家を選出した。2011年末、NEXT11で最も傑出した4か国であるインドネシア、トルコ、メキシコ、大韓民国のみで、NEXT11全体のGDPのうち73％を計上した。BRICSとして提唱されたブラジル、ロシア、インド、中国のGDP合計は13.5兆米ドルであった一方、MINTとして提唱されたメキシコ、インドネシア、ナイジェリア、トルコのGDP合計は3.9兆米ドルでBRICSのGDP合計のほぼ30％であった。
同行が用いた基準は、マクロ経済の安定性、政治の成熟度、貿易および投資政策の開放性、教育の質であった。NEXT11の論文は、2003年のブラジル、ロシア、インド、中国を挙げたBRICSの補足論文である。エコノミスト・インテリジェンス・ユニット (EIU) のグローバル・フォーカスティング・ディレクターのロバート・ワードによる造語であるCIVETSは、わずかな差異および多くの類似点からNEXT11と比較され得る。

## 概要
BRICSが広大な国土と人口を持ち、資源にも恵まれているという共通点があるのに対し、N-11の国々は、国土の大きさも人口も様々で、その点では共通点を見出すことが出来ない。経済力においても、1970年代から80年代にかけ急成長を見せ、NIES（新興工業経済地域）や「準先進国」に分類されてきたトルコ、メキシコ、韓国、2000年代になってから安定した経済成長が続き新興国の代表例に挙げられるインドネシア、フィリピン、ベトナム、エジプト等が含まれている一方で、多くの貧困と食糧難で苦しむパキスタン、また後発開発途上国の一つであるバングラデシュも含まれており、高度経済成長の真っ只中にあるBRICS諸国とは大きく違う。
また、2050年の人口を見ると、ナイジェリア、パキスタン、バングラデシュの様にほぼ倍増する国々があるのに対し、韓国のように減少する国も存在する。
唯一の共通点としては、規制緩和政策によって外資の流入が始まっていることである。これにより各国は2050年までに飛躍的にGDPを増加させると予測されている。しかし、BRICSよりも深刻な政治的あるいは地理的な面で不安定要素を抱えている国が多いことも事実で、例えばイランでは、核開発などにおいて先進国と対立する姿勢を強めているほか、パキスタンはカシミール紛争が解決を見ておらず、ナイジェリアは内戦状態から脱しきれていない。バングラデシュやフィリピンはインフラが貧弱な上に地形的な条件等も相まって災害のリスクも極めて高い状態にある。このことが安定成長を阻む大きなリスクとなる恐れも指摘されている。
2030年までにNEXT11の経済規模は欧州連合 (EU) のそれを上回ると予想されている。

## NEXT11各国の経済指標
| 国             | 人口        | GDP (PPP) (2013) (単位: 10億米ドル) | GDP (名目) (2013) (単位: 10億米ドル) | 1人当たりGDP (PPP) (2014) (単位: 米ドル) | 1人当たりGDP (名目) (2013) (単位: 米ドル) | 輸出 (2012) (単位: 10億米ドル) | 輸入 (2012) (単位: 10億米ドル) | 貿易 (単位: 10億米ドル) | HDI (2012) |
| -------------- | ----------- | ----------------------------------- | ------------------------------------ | ---------------------------------------- | ----------------------------------------- | ------------------------------ | ------------------------------ | ----------------------- | ---------- |
| イラン         | 77,176,930  | $988.4                              | $548.6                               | $13,337                                  | $7,207                                    | $67.0                          | $70.0                          | $137.1                  | 0.742      |
| インドネシア   | 237,641,000 | $1,285                              | $867.5                               | $5,433                                   | $3,498                                    | $187.0                         | $178.5                         | $365.5                  | 0.629      |
| エジプト       | 84,550,000  | $576.4                              | $275.7                               | $6,964                                   | $3,213                                    | $28.4                          | $58.8                          | $87.1                   | 0.662      |
| トルコ         | 73,723,000  | $1,167                              | $821.8                               | $16,263                                  | $10,744                                   | $163.4                         | $228.9                         | $392.3                  | 0.722      |
| ナイジェリア   | 174,507,539 | $1,018                              | $522.0                               | $5,600                                   | $3,020                                    | $95.7                          | $53.4                          | $149.0                  | 0.471      |
| パキスタン     | 182,490,721 | $574.1                              | $236.5                               | $3,623                                   | $1,295                                    | $29.7                          | $33.0                          | $62.7                   | 0.515      |
| バングラデシュ | 150,039,000 | $324.6                              | $153.6                               | $2,575                                   | $1,044                                    | $30.2                          | $29.3                          | $59.5                   | 0.558      |
| フィリピン     | 100,103,500 | $454.3                              | $272.2                               | $4,771                                   | $2,792                                    | $52.0                          | $57.2                          | $109.2                  | 0.654      |
| ベトナム       | 90,388,000  | $358.9                              | $170.0                               | $4,231                                   | $1,896                                    | $109.4                         | $109.6                         | $219.0                  | 0.617      |
| メキシコ       | 118,337,000 | $1,845                              | $1,327                               | $16,002                                  | $11,224                                   | $370.9                         | $370.8                         | $741.7                  | 0.775      |
| 大韓民国       | 50,004,441  | $1,666                              | $1,198                               | $34,155                                  | $23,837                                   | $552.6                         | $514.2                         | $1,066.8                | 0.909      |

## 2050年の人口とGDP予測
| 国名                                                   | 人口 (万人) | 人口 (万人) | 一人当GDP (ドル) | 一人当GDP (ドル) |
| （50音順）                                             | 2005年      | 2050年      | 2005年           | 2050年           |
| ------------------------------------------------------ | ----------- | ----------- | ---------------- | ---------------- |
| イラン                                                 | 6,590       | 10,194      | 1,963            | 22,510           |
| インドネシア                                           | 22,280      | 28,464      | 2,872            | 39,230           |
| エジプト                                               | 7,400       | 12,592      | 893              | 24,610           |
| トルコ                                                 | 7,320       | 10,121      | 3,633            | 17,570           |
| ナイジェリア                                           | 13,150      | 25,810      | 990              | 37,080           |
| パキスタン                                             | 15,790      | 30,470      | 1,107            | 22,870           |
| バングラデシュ                                         | 14,180      | 24,293      | 600              | 12,600           |
| フィリピン                                             | 8,310       | 12,707      | 983              | 14,730           |
| ベトナム                                               | 8,420       | 11,665      | 524              | 18,990           |
| メキシコ                                               | 10,700      | 13,902      | 7,684            | 63,149           |
| 大韓民国                                               | 4,780       | 4,463       | 21,342           | 90,294           |
| 2005年の値は実績、最左列のソートボタンで元の順序に戻る |             |             |                  |                  |